# Mikko Ilonen
Mikko Ilonen (født 18. december 1979 i Lahti, Finland) er en finsk golfspiller, der pr. juli 2008 står noteret for 2 sejre gennem sin professionelle karriere. Hans bedste resultat i en Major-turnering er en 9. plads, som han opnåede ved British Open i 2001.